# AwakEVE
『AwakEVE』（アウェイクイヴ）は、UVERworldの4枚目のオリジナルアルバム。2009年2月18日にgr8!recordsから発売された。
キャッチコピーは、『09/02/18 奴らが、仕掛ける。』

## 概要
タイトルは、「Awake」（覚醒）と「Eve」（前夜）を掛け合わた造語である。「アルバムを聴いた人自身が、良い方向へ自分が変われる1枚になって欲しい」という、TAKUYA∞の想いも込められている。
通常盤と初回生産限定盤の2形態。初回生産限定盤は、ワンピースボックス仕様であり、特典DVDと撮り下ろし写真で構成されたブックレットが付属する。
音楽雑誌『PATi-PATi』にて、「プラネタ」「愛してるよ」という収録曲2曲を発表したが、実際には収録されなかった。同誌でのインタビューにて「女性コーラスが加わった事」「前よりも物語性のある曲が増えた」と前作までとの違いについて語った。「愛してるよ」は、本作収録の「美影意志」のことであり、「プラネタ」は「99/100騙しの哲」の制作段階における楽曲タイトルである。
前作『PROGLUTION』の約10.1万枚を上回る約11.5万枚の初動売り上げを記録。1stアルバム『Timeless』から一度も初動売り上げを落とすことなく3作連続の上昇となった。2週目も週間オリコンランキング7位にランクインし、発売から2週連続TOP10入りとなった。週間では2位だったが、デイリーでは一日のみ1位となっている。2009年4月の時点で、前作『PROGLUTION』の累計売り上げをすでに上回っていた。2024年現在、オリジナルアルバムとしては最高売上を誇る。

## 収録内容

### CD
[ DISC：1 ]
全作詞：TAKUYA∞、編曲：UVERworld、平出悟
1. 激動 (AwakEVE ver.) [5:11]
  - 作曲：TAKUYA∞

10thシングル「激動/Just break the limit!」1曲目のアルバムバージョン。
2. 99/100騙しの哲 [5:13]
  - 作曲：TAKUYA∞
3. 美影意志 [5:54]
  - 作曲：TAKUYA∞
4. コロナ [4:41]
  - 作曲：TAKUYA∞
5. 儚くも永久のカナシ [4:08]
  - 作曲：TAKUYA∞、克哉

12thシングル。毎日放送・TBS系アニメ『機動戦士ガンダム00(セカンドシーズン)』前期オープニングテーマ。
6. earthy world [4:26]
  - 作曲：UVERworld、平出悟
7. 畢生皐月プロローグ [4:35]
  - 作曲：TAKUYA∞
8. アイ・アム Riri [4:21]
  - 作曲：TAKUYA∞
9. 恋いしくて [5:17]
  - 作曲：TAKUYA∞、克哉

11thシングル。
10. Forget [4:11]
  - 作曲：UVERworld
11. Just break the limit! [3:36]
  - 作曲：TAKUYA∞、彰

10thシングル「激動/Just break the limit!」の2曲目。
12. 和音 [3:09]
  - 作曲：彰
13. ハルジオン (2nd-MIX) [4:50]
  - 作曲：TAKUYA∞、彰

12thシングル「儚くも永久のカナシ」カップリング曲のアルバムバージョン。
14. YURA YURA [4:56]
  - 作曲：TAKUYA∞、彰

### DVD
[ DISC：2 ]
【初回生産限定盤のみ】
1. MUSIC CLIPS
「Roots」、「激動」、「恋いしくて」、「儚くも永久のカナシ」のPV。
2. MAKING MOVIES
「Roots」と「儚くも永久のカナシ」のPVのメイキング映像。

- シークレット・トラックに「99/100騙しの哲」のレコーディング映像が収録されている。

## 楽曲解説
※ シングル収録曲は各シングルを参照。
- 99/100騙しの哲
  - メンバー曰く「毒吐いた曲」。歌詞はTAKUYA∞視点での東京の印象であり、UVERworldの現状および世間や音楽界などを風刺した内容。99/100の騙しよりも、1/100の希望を感じてほしいという意味も込められており、主に「確率」をテーマとしている。上述のとおり、制作段階においては「プラネタ」という曲名だったと公式サイトに記載がある。出演するラジオ番組『RADIO SESSIONS』にてサビの直前までラジオで放送された。MVが制作されており、アルバム発売15日前の2009年2月3日にスペースシャワーTVにてオンエアされたが、当該映像は3分程度のレコーディングヴァージョンだった（本来は5分強）。2008年開催のファンクラブ会員限定全国ツアー『UVERworld NEO SOUND WAVE 2008』でのライブ映像やスタジオでの練習風景、作曲風景の映像を編集し制作された。フルヴァージョンではメンバーが一般人に携帯電話で撮影されたり、メンバーの映像が動画サイトに無断でアップロードされるなどレコーディングヴァージョンと異なり歌詞とリンクした、現代社会を風刺する内容となっている。MVは、アルバムリリース時期の2009年2月に発売された最新機種『ウォークマン フォン プレミア3』（ソニーエリクソン）を約30台使用し、そのほとんどを携帯電話で撮影するという史上初の試みを行った。撮影に際し、4歳から60歳と幅広い年齢層の約30人のカメラマンを用意している[4]。
- 美影意志
  - TAKUYA∞の「友達の結婚式で歌える曲が欲しい」という要望をもとに制作された。タイトルは御影石が由来であり、恋愛的な事柄でさまざまな連想をし、「磨けば磨くほど輝く」という意味が込められた。「影に潜んだ美しい意志というものが、恋愛の美しい在り方かな?」と感じ、「美影意志」の漢字をあてている。TAKUYA∞が小学生時代、先生から掛けられた言葉に感化された楽曲。仮タイトルは「愛してるよ」。ギターソロのレコーディングでは彰の頭を悩ませた。
- コロナ
  - TAKUYA∞曰く「展開が目まぐるしく変わって、やっている方も盛り上がって熱くなれる曲」。当初『機動戦士ガンダム00』セカンドシーズンの前期オープニングテーマ候補だったが、次曲の『儚くも永久のカナシ』が採用されている。
- earthy world
  - 平出悟との共同制作。彰は「UVERworld史上、ポイントになる曲。」としている。忘れたくないこと、ここへ辿り着くまでの経験、現メンバーやファンに対するTAKUYA∞の本音を歌っている。TAKUYA∞は「泣きながら録った」と語り、克哉はこの曲を絶賛した。
- 畢生皐月プロローグ
  - TAKUYA∞曰く「この曲は「UNKNOWN ORCHESTRA」の進化系というイメージである」。TAKUYA∞が、「何もかも下らない」と最も気乗りしないときに作った楽曲。歌詞からも無気力なさまが感じられる。
- アイ・アム Riri
  - TAKUYA∞が「物語っぽい作品を作ってみたい」ということで制作した楽曲。テーマは「歌姫が生まれ変わる曲」。女性コーラスを導入している。歌詞に登場する「Riri」は、TAKUYA∞にとって象徴的なもので「歌が大好きで色んなモノに束縛されている、ライブハウスに来ている人たち」である。かつてのTAKUYA∞は、ライブハウスで歌うことで気持ちが解放されたことがあり、そういうことを歌いたかったと語った。サビ前の歌詞「shout yourself hoarse」は「声をからして叫べ」という意味である。これは、ライブのMCでTAKUYA∞が頻繁に口にする「声が潰れても今日は死ぬ気で歌う」という言葉からとられた。
- Forget
  - 「時には嫌な事も忘れて騒いでも良い」という意味が込められている。日本テレビ系で2007年に放送した水曜ドラマ『働きマン』の主題歌候補だった。
- 和音
  - 4分の3拍子のインストゥルメンタル。2008年12月5日の、初となる日本武道館単独公演『POCARI SWEAT presents UVERworld 2008 Premium Live at NIPPON BUDOKAN』に向けて制作された。彰曰く「11thシングル「恋いしくて」のカップリング「over the stoic」同様、各々がソロで弾くことを止めて、ちょっとリフものをやりたいというコンセプトで作った」。タイトルのとおり、メロディーなども”和”をイメージしている。2016年12月ごろのライブより「和音〜Short Arrange ver.〜」だったものを「over the stoic〜Sax mix.〜」として演奏されていた。
- YURA YURA
  - 彰曰く「最後の曲としては新しいアプローチ」。人間の強さや美しさを歌った楽曲。TAKUYA∞の「悲しい曲よりも希望に満ちた歌を歌いたい」という思いが込められている。

## 参加ミュージシャン
UVERworld
- TAKUYA∞：Vocal & Programming
- 克哉：Guitar
- 彰：Guitar & Programming
- 信人：Bass
- 真太郎：Drums

Additional Musician
- asami：Female Voice (#8)
- 灰野一平：Piano (#9)
- 弦一徹ストリングス：Strings (#9)